# Edgar Rubin
John Edgar Rubin (6 de septiembre de 1886 - 3 de mayo de 1951) fue un psicólogo-fenomenólogo danés, recordado por su trabajo sobre la percepción de figura y fondo como se ve en tales ilusiones ópticas, como el jarrón de Rubin. En una ocasión trabajó como investigador asociado de Georg Elias Müller.